# Knipolegus heterogyna
Knipolegus heterogyna, "vitgumpad sottyrann", är en fågelart i familjen tyranner inom ordningen tättingar. Den betraktas oftast som underart till vitvingad sottyrann (Knipolegus aterrimus), men urskiljs sedan 2016 som egen art av Birdlife International och IUCN.
Fågeln förekommer enbart i norra Peru (Marañóndalen i Cajamarca, La Libertad och Áncash). Den kategoriseras av IUCN som livskraftig.